# Ramin (Tulkarem)
Pour les articles homonymes, voir Ramin.
Ramin, en arabe : رامين, est un village du gouvernorat de Tulkarem en Palestine, au nord-ouest de la Cisjordanie. Il est situé à 15 kilomètres à l'est de Tulkarem. Selon le recensement du Bureau central palestinien des statistiques, la localité compte une population de 1 998 habitants en 2017.